# Catholic Encyclopedia
Catholic Encyclopedia je anglickojazyčná encyklopedie, kterou roku 1913 vydalo americké vydavatelství Encyclopedia Press. Jejím cílem bylo poskytnout čtenářům spolehlivé informace o katolické teorii, věrouce, praxi a o dějinách katolické církve.
Práce na encyklopedii započaly 11. ledna 1905 a skončily 19. dubna 1913. Odpovědnými redaktory byli: Charles G. Herbermann (profesor latiny a knihovník College of the City v New Yorku), Edward A. Pace (profesor filosofie na Catholic University), Condé Benoist Pallen (redaktor), reverend Thomas Joseph Shahan (profesor církevních dějin na Catholic University) a John J. Wynne (jezuita, redaktor časopisu „The Messenger“).
Encyklopedie měla sloužit hlavně potřebám katolické církve, proto jsou v ní vynechány informace, které nesouvisí s církví a jejími dějinami. Fakta prezentuje z pohledu oficiální katolické doktríny z doby papeže Pia X., a to hlavně při rozboru sporných záležitostí (např. církevních schizmat). Protože pochází ještě z doby před Druhým vatikánským koncilem, který zavedl v církvi podstatné změny, jsou některá její hesla (hlavně z oblasti náboženské praxe) poměrně zastaralá. Historická hesla se však dodnes používají jako sekundární prameny pro vědecké práce, protože obsahují mnoho informací z církevních pramenů.
V encyklopedii jsou též uvedené významné osobnosti, včetně vychovatelů, umělců, básníků a vědců.
Catholic University of America vydala v letech 1967 a 2002 aktualizovanou verzi po názvem New Catholic Encyclopedia.